# 死化粧師
『死化粧師』（しげしょうし）は、三原ミツカズの漫画。祥伝社『FEEL YOUNG』にて2002年6月号から2013年5月号まで連載された。コミックスは同社feelコミックスより全7巻が刊行されている。エンバーマーの間宮心十郎を主人公とするヒューマンストーリー。
2007年にはテレビドラマ版が放送された。

## 概要
エンバーマーを主人公に据えた漫画。死者にエンバーミング（遺体衛生保全。作中では葬儀のため遺体の洗浄・衛生処理の他、欠損部の修復や顔面への化粧を施し、生前の形、血色、表情を再現する事が多い。）を施す事で、残された者が死をどう乗り越えていくかに重きを置いており、オカルト的にならないよう留意して描かれている。三原は自身の親友の葬儀にて遺体の状況が良くなかったこと、その後新聞でエンバーミングという技術を知り「もっと早くに知れていれば」との想いが執筆のきっかけとなったと語っている。

## 登場人物
間宮心十郎（まみや しんじゅうろう）
主人公。男性。エンバーマー。アメリカ人エンバーマーの父と日本人の母とのハーフで黒髪緑瞳。年齢は明記されていないが、アズキより10歳年上との発言がある。
飄々とした言動から軽い人間に見られがちだが、生きること死ぬことに対して敬意を払い、死者の為、何より遺された人々の為にエンバーミングを行なう。
かつては難病患者の母を置いて仕事に明け暮れる父に反抗心を持ち、死体を扱うエンバーマーではなく人を生かす医師を志していた。しかし母の死と父によるエンバーミング、さらにその後の父の最期をきっかけに進路を変更、アメリカに留学しエンバーマーの資格を取得。未だエンバーミングに対する無知と偏見が強かった日本での仕事に難航していたところ神父の夏井月峰と知り合い、彼の教会を仕事場兼住居として譲られる。現在もその教会に住んでおり、建物内はエンバーミングが施せるよう器材を持ち込み改装しているが、外装は月峰の遺志により教会時のまま残している。
エンバーミング後等は体温が冷たくなる衝動に駆られ、体温を奪うように形振り構わず女性を抱く性癖がある。
夏井アズキ（なつい-）
本作のヒロイン。23歳。心十郎に教会を譲った月峰の孫娘。
家賃の取り立てと部屋の片付けのために心十郎のもとを日常的に訪れる。内心では心十郎に想いを寄せており、彼のエンバーミングに対する姿勢を尊敬しているが、ずぼらな生活態度と女癖には辟易している。
母は亜子、兄は月満。父は他界。
小林恋路（こばやし れんじ）
葬祭ディレクター。男性。心十郎とは医大時代の同期であり、エンバーミングの仕事を斡旋する。
小雪宵子（こゆき しょうこ）
医師。過去の出来事からエンバーミングに理解を持ち、亡くなった患者の遺族にエンバーミングを紹介している。
心十郎の性癖を把握しており、誘われることもあるがその度に軽くあしらう。
夏井月満（なつい つきみち）
アズキの兄。菓子メーカー勤務。アズキに関してシスコンの気があり、心十郎を目の敵にしている。
夏井月峰（なつい つきみね）
アズキの祖父。教会の神父。故人。アズキとは結婚式は教会で父親の代わりにエスコートする約束をしていた。
羽尾和夫（わお かずお）
監察医。アズキの兄の大学時代の友人。仕事を通じて心十郎と知り合う一方で、アズキともプライベートで知り合い、親密になっていく。
ダドリー
心十郎の父。エンバーマーのアメリカ人。心十郎が医大生の時に軍属のエンバーマーとして中東に赴くが地雷により死亡。
エンバーマーとしての腕は確かで、父の仕事を厭っていた頃の心十郎でさえ素直に驚嘆するほどだった。
ノゾミ
心十郎の母。日本人。難病で入院しており、心十郎が高校生の時に亡くなった。

## テレビドラマ
『死化粧師 エンバーマー 間宮心十郎』のタイトルで、2007年10月5日から12月21日毎週金曜深夜0:12-0:52（第1・2話は0:42開始、第10話は1:12開始。）にテレビ東京「ドラマ24」枠で放送されていた。全12話。
原作連載中での制作だったこともあり、人物設定や結末など原作と異なる点が多い。

### キャスト

#### レギュラー
- 間宮心十郎：和田正人 …エンバーマー。普段は病院の清掃員をしている。
- 夏井アズキ：篠原真衣 …看護師。最終話で交通事故に遭い亡くなる。
- 夏井満：五十嵐隼士 …アズキの弟で大学生。
- 美原マドカ：小野麻亜矢 …看護師。
- 琢磨ユカリ：安倍麻美 …看護師。北海道出身。
- 小林恋路：忍成修吾 …葬祭コーディネーター。心十郎の高校時代の同級生。
- 小雪宵子：国生さゆり …医師。34歳独身。看護師たちは陰で「パンチ小雪」と言っている。
- 志坂敦博：小野寺昭 …病院長（第1-5話）。亡き親友の息子である心十郎を気にかけている。
- 薮田：六角精児 …入院患者。問題行動が多く、病院関係者を困らせる。
- 仁科早紀：野波麻帆 …エンバーマー（第7・8話、第11・12話）。
- ナレーター：赤平大 (テレビ東京アナウンサー)

#### ゲスト
第1話
- 星川詩織：福下恵美…バレリーナ
- 日比野富行：岡田浩暉…詩織の婚約者
- バレエの先生：斉藤レイ
- 石田妙
- 松山メアリ
- 夏川亜咲
- 佐々木征史

第2話
- 成瀬博樹：西村和彦…結核患者
- 成瀬優子：瀬戸カトリーヌ…博樹の妻
- 成瀬大樹：佐藤涼平…博樹の長男
- 南つかさ

第3話
- 白川澄子：中村久美…ガン患者
- 麗明宏：IKKO…死装束デザイナー
- 香取聡子：中村容子…澄子の部下
- 聡子の娘：松浦愛弓

第4話
- 亜璃唖：中村映里子
- 渡辺杉枝
- 長谷川愛
- 久保寺恭子
- 杏野まひる

第5話
- 間宮恵一：志賀圭二郎…心十郎の父親（第6話にも登場）
- ジョン・ヘイズ

第6話
- 小野律子：岩倉沙織…銀行員
- 小野功：飯田孝男…律子の父親
- 西山健一：山口河童…銀行強盗
- 西山育男：加治将樹…健一の息子
- 心十郎の母：星野光代

第7話
- 初老の男：ト字たかお

第8話
- 金子涼：馬宮輝…笑顔写真を雑誌投稿している写真撮影好きな患者
- 金子由美子：山下容莉枝…涼の母親

第9話
- 琢磨喜三郎：織本順吉…ユカリの祖父

第10話
- 宇田川英仁：長谷川初範…有名な作曲家
- 宇田川和音：笹岡莉紗…宇田川の娘。「和音と書いてカズネ」と読む自分の名前を嫌っている。
- 宇田川都：築山万有美…宇田川の妻

第11話
- 滝本なぎさ：星野光代（二役）…心十郎の亡き母親に似ている患者
- 滝本順一：小木茂光…なぎさの夫
- 仁科海斗：吉崎未悠

第12話（最終話）
- 夏井亮介：須藤雅宏…アズキの父親
- 夏井朝子：北河多香子…アズキの母親

### サブタイトル
- episode 1 「美しい最期を」
- episode 2 「輝ける死顔を」
- episode 3 「独身女の死顔」
- episode 4 「少女自殺予告」
- episode 5 「奇跡の婚姻届」
- episode 6 「殺したい遺体」
- episode 7 「狂った魔術師」
- episode 8 「息子が遺す夢」
- episode 9 「花嫁が見た幻」
- episode 10 「父が遺した音」
- episode 11 「消えた遺体」
- episode 12 「最後の決断」

### スタッフ
- 原作：三原ミツカズ
- 脚本：川嶋澄乃、加藤綾子
- 主題歌：より子「ココロの鍵」（EMIミュージック・ジャパン／Virgin Music／Pure Music）
- オープニングテーマ：超飛行少年「スライド」（コロムビアミュージックエンタテインメント）
- プロデューサー：高橋史典（The icon）、岡部紳二（テレビ東京）、浅野太（テレビ東京）
- 演出：森雅弘
- 制作：テレビ東京、The icon